# Bercaeopsis
Bercaeopsis är ett släkte av tvåvingar. Bercaeopsis ingår i familjen köttflugor.

## Dottertaxa tillBercaeopsis, i alfabetisk ordning[1]
- Bercaeopsis acadiana
- Bercaeopsis acrophila
- Bercaeopsis beameri
- Bercaeopsis bicolor
- Bercaeopsis carinata
- Bercaeopsis elanis
- Bercaeopsis epitheca
- Bercaeopsis fattigi
- Bercaeopsis fortisa
- Bercaeopsis helicivora
- Bercaeopsis hesterna
- Bercaeopsis idonea
- Bercaeopsis louisianensis
- Bercaeopsis mimoris
- Bercaeopsis monticola
- Bercaeopsis morosa
- Bercaeopsis ontariensis
- Bercaeopsis parallela
- Bercaeopsis paulina
- Bercaeopsis pleomenda
- Bercaeopsis pratti
- Bercaeopsis rabunensis
- Bercaeopsis sabroskyi
- Bercaeopsis seagoi
- Bercaeopsis sima
- Bercaeopsis smithi
- Bercaeopsis snyderi
- Bercaeopsis sudiai
- Bercaeopsis sutilis
- Bercaeopsis tarsata
- Bercaeopsis tetona
- Bercaeopsis tetra